# 心杆菌属
心杆菌属为心杆菌科的一个属。该属的模式种为人心杆菌（Cardiobacterium hominis）。

## 下属物种
本科包括以下属：
- 人心杆菌 Cardiobacterium hominis Slotnick and Dougherty 1964
- 瓣膜心杆菌 Cardiobacterium valvarum Han et al. 2004